# Giải bóng đá hạng nhất quốc gia Bỉ 1912–13
Đây là thống kê của Giải bóng đá hạng nhất quốc gia Bỉ mùa giải 1912-13.

## Tổng quan
Giải có sự tham gia của 12 đội, và Union Saint-Gilloise giành chức vô địch.

## Bảng xếp hạng
| VT | Đội                         | ST | T  | H | B  | BT | BB | HS  | Đ  | Giành quyền tham dự hoặc xuống hạng |
| -- | --------------------------- | -- | -- | - | -- | -- | -- | --- | -- | ----------------------------------- |
| 1  | Union Saint-Gilloise        | 22 | 18 | 2 | 2  | 82 | 19 | +63 | 38 | Trận play-off                       |
| 2  | Daring Club de Bruxelles    | 22 | 18 | 2 | 2  | 82 | 12 | +70 | 38 | Trận play-off                       |
| 3  | Racing Club de Bruxelles    | 22 | 13 | 5 | 4  | 61 | 23 | +38 | 31 |                                     |
| 4  | Beerschot                   | 22 | 10 | 7 | 5  | 52 | 32 | +20 | 27 |                                     |
| 5  | C.S. Brugeois               | 22 | 11 | 3 | 8  | 48 | 29 | +19 | 25 |                                     |
| 6  | C.S. Verviétois             | 22 | 8  | 4 | 10 | 49 | 47 | +2  | 20 |                                     |
| 7  | F.C. Brugeois               | 22 | 9  | 1 | 12 | 41 | 46 | −5  | 19 |                                     |
| 8  | R.C. Gantois                | 22 | 6  | 7 | 9  | 31 | 36 | −5  | 19 |                                     |
| 9  | Antwerp F.C.                | 22 | 8  | 3 | 11 | 39 | 57 | −18 | 19 |                                     |
| 10 | Standard Club Liégeois      | 22 | 6  | 5 | 11 | 24 | 66 | −42 | 17 |                                     |
| 11 | F.C. Liégeois               | 22 | 4  | 1 | 17 | 15 | 88 | −73 | 9  | Xuống hạng Promotion Division       |
| 12 | Excelsior S.C. de Bruxelles | 22 | 0  | 2 | 20 | 11 | 84 | −73 | 2  | Xuống hạng Promotion Division       |

## Trận play-off
| Đội 1                | Tỉ số | Đội 2                    |
| -------------------- | ----- | ------------------------ |
| Union Saint-Gilloise | 2-0   | Daring Club de Bruxelles |